# Maria Konopnicka
Maria Konopnicka (sau Marja Konopnicka; n. 23 mai 1842, Suwałki, Polonia Congresului, Imperiul Rus – d. 8 octombrie 1910, Lemberg, Regatul Galiției și Lodomeriei, Austro-Ungaria) a fost o scriitoare și traducătoare polonă.
A fost și o luptătoare pentru drepturile femeii.
A scris o poezie patriotică și socială sau de inspirație campestră și folclorică.
A mai scris și nuvele cu puternic conflict dramatic, povestiri pentru copii și studii literare.

## Scrieri
- 1881 - 1895: Poezii ("Poezje")
- 1888: Patru nuvele ("Cztery nowele")
- 1890: Cunoscuții mei ("Moi znajomi")
- 1893/1899: Italia
- 1895: Piticii și Marysia orfana ("O krasnoludkach i sierotce Marysi")
- 1904: Carte de cântece istorice ("Śpiewnik historyczny")
- 1910: Pan Balțer în Brazilia ("Pan Balcer w Brazylii").

## Legături externe
- Opere de sau despre Maria Konopnicka la Internet Archive
- Lucrări de Maria Konopnicka la LibriVox (cărți audio aflate în domeniul public)